# IC 5380
IC 5380 ist eine Spiralgalaxie vom Hubble-Typ Sa im Sternbild Tukan am Südsternhimmel.
Das Objekt wurde im Jahr 1903 von Royal Frost entdeckt.